# Monopterus albus
Monopterus albus, moerasaal of witte rijstaal is een straalvinnige vissensoort uit de familie van kieuwspleetalen (Synbranchidae). De wetenschappelijke naam van de soort is voor het eerst geldig gepubliceerd in 1793 door Zuiew.
De soort staat op de Rode Lijst van de IUCN als niet bedreigd, beoordelingsjaar 2010.

## Algemeen
Deze zoetwatervis kan over land heen kruipen en lucht inademen, hij kan hierdoor lang in leven blijven op het droge.